# ネウマ譜

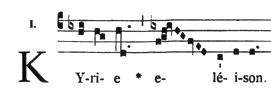
グレゴリオ聖歌のネウマ譜

ネウマ譜（ネウマふ、英: neumatic notation）とは、楽曲の楽譜を「ネウマ」と呼ばれる記号を用いて書き表す記譜法のことである。

## 初期の歴史
キリスト教の聖歌（チャント）は、教会の初期から歌われてきたと見られるが、何世紀もの間口伝によって伝えられてきたのみであった。9世紀頃に現れ、音高を明示しないネウマ、音高ネウマ（ダイアステマ記譜法）といった初期の記譜法が発展し、11世紀になると譜線ネウマが見られ、4本の譜線が用いられるようになった。この頃、線譜表には、C音とF音が付けられるようになり、それがハ音記号とヘ音記号となる（ト音記号もG音の記号である）。ネウマ（古希: νεῦμα）とは古代ギリシア語で「合図、身振り」という意味であり、合唱を指揮する際の手の合図である。
ネウマによる記譜を含むもので、2016年7月現在知られているもので最古のものは、アラム語起源で聖書の準旋律的な朗読の抑揚を記録するために用いられた。これはクルアーン（コーラン）の朗読の表記法に、機能的には似ている。この初期の記譜法は、ギリシャ語で「準旋律的な朗読」を意味するἐκφώνησις（ekphonesis）から、エクフォネティック記譜法（ekphonetic notation）と呼ばれた。
9世紀頃、ネウマは聖歌の旋律的朗読のための速記的な記憶補助として出現した。一般的には、ネウマによる記譜法は東ローマ帝国で開発されたと考えられている。これは、当時の帝国（現在の南トルコ、シリア、レバノン、イスラエル）の主要都市で文書化された数多くの作曲や文化的活動から、妥当だと思われる。今日でも東方教会の伝統として、ギリシャ正教音楽や改良ネウマ記譜法では有効であり、西ヨーロッパでは新しい技術であるポリフォニーの発展に伴いネウマによる記譜法が使用されなくなっていった事実も手伝い、現存するビザンティン聖歌の写本や印刷資料は、グレゴリオ聖歌のものよりはるかに多い。
スラヴ式ネウマ記譜法（ズナメニー・チャントZnamenny Chantの記譜法）は、ビザンティン聖歌やグレゴリオ聖歌の記譜法より、解読・転写がさらに困難である。

## ネウマによる記譜法
ネウマによる記譜法は、時代、地方によって様々なバリエーションがあるが、ここでは譜線ネウマについて記述する。

### 音部記号
譜線ネウマでは4本の譜線が使われ、近代記譜法と同じように線上または線と線の間に音符が書かれる。先頭にはC音（ハ音、ド）またはF音（ヘ音、ファ）の音部記号が書かれる。これが後にハ音記号、ヘ音記号となる。
|  | C音記号 |
|  | F音記号 |

### 1音ネウマ
|  | プンクトゥム (「点」)         |
|  | ヴィルガ （「ロッド」）       |
|  | ビプンクトゥム（「2つの点」） |

ヴィルガとプンクトゥムは同じように歌われる。ビプンクトゥムは、二倍の長さの音を表すのか、同じ音を2回はっきりと分けるのかについて、研究者の間で一致しない。後者の解釈が好ましい場合、ビプンクトゥムは「リパーカッシヴ（反射した）・ネウマ」と呼ばれるかもしれない。

### 2音ネウマ
|  | クリヴィス（「スロープ」）     | 2音の下降 |
|  | ポダトゥス またはペス (「足」) | 2音の上昇 |

ポダトゥスのように、2つの音が上下に並んでいる場合、常に下の音が先に歌われる。

### 3音ネウマ
|  | スカンディクス | 3音の上昇 |
|  | クリマクス     | 3音の下降 |
|  | トルクルス     | 下-上-下  |
|  | ポレクトゥス   | 上-下-上  |

ポレクトゥスの最初の2音が対角線のように繋がって書かれているのは、筆記者が省略して書いたためと見られる。

### 合成ネウマ
いくつかのネウマは一つの音節のために一列に並置することができるが、以下の用例には特定の名前がある。
これらはごく一部の例だけである。
|  | プラエプンクトゥス | 先頭に付加されている音がプラエプンクトゥス。この例はポダトゥス・プレッススといい、同じ音の繰り返しを含む。 |
|  | スブプンクティス   | ネウマの後ろに1音または複数の音が付加されているものを言う。この例はスカンディクス・スブプンクティス。      |

### その他の基本的記号
|  | フラット | 五線譜のフラットと同じ意味である。ロ音（Si）に対してのみ現れ、フラットの効果を受ける音の直前にではなく、ネウマの一群の前に置かれる。 |
|  | クストス | 五線の最後に置かれ、次の行の最初の音が何であるかを示す。                                                                             |
|  | モラ     | 現在の記譜法における付点のように付される。モラが付された音符は典型的には倍の長さに伸ばされる。                                       |

### 解釈記号
これらのマーキングは、ほとんどすべての初期の写本に存在しているが、大きな論争の対象となっている。
|  | 垂直エピセマ (垂直ストローク) | 5つ以上の音がネウマの一群にあるとき、補助的なアクセントを示すと見られる。                                                                           |
|  | 水平エピセマ (水平ストローク) | 1音または複数の音の一群（この例）の上に置かれる。ソレムの解釈では基本的に無視されるが、他の学者は音を延ばすか強調することを示すものとみなしている。 |
|  | ネウマの液化 (小さい記号)     | ほとんど全てのタイプのネウマに起こりうる。通常、特定の文字の組み合わせ（二重子音、子音のペア、二重母音）で起こりやすい。                            |
|  | クイリスマ (くねった音)       | 常に多音ネウマの一部であり、通常クリマクスに現れる。これは大きな論争の対象である。ソレム解釈では、前の音が若干延ばされる、としている。              |

クイリスマの他の解釈としては以下のものがある。
- シェイクまたはトリル
  - スタンフォード大学のウィリアム・マート教授が支持している。パトリック・ジェーコブソンの指導のもと、ワシントン・カペラ・アンティーカが練習中である。
- 四分音または変化記号